# أورلاندو فيليبس
أورلاندو فيليبس (بالإنجليزية: Orlando Phillips)‏ مواليد 30 يونيو 1960 في سان فرانسيسكو، هو لاعب كرة سلة أمريكي معتزل. بدأ مسيرته الاحترافية في سنة 1983. تم اختياره من قبل فريق لوس أنجلوس ليكرز خلال الدرافت. اعتزل اللعب في 1993. لعب مع أديليد ثيرتي سيكسترز في الدوري الأسترالي لكرة السلة.

## روابط خارجية
- أورلاندو فيليبس على موقع سبورتس رفرنس (الإنجليزية)
- أورلاندو فيليبس على موقع الدوري الإسباني لكرة السلة (الإسبانية)
- أورلاندو فيليبس على موقع كلية كرة السلة في سبورتس رفرنس.كوم (الإنجليزية)
- أورلاندو فيليبس على موقع ريلجم (الإنجليزية)
- أورلاندو فيليبس على موقع بروبوليرز (الإنجليزية)
- أورلاندو فيليبس على موقع سبورتس رفرنس (الإنجليزية)